# Пилипец, Николай Михайлович
Николай Михайлович Пилипец (13 декабря 1900 — 26 июня 1970) — советский военный инженер и военачальник Генерал-лейтенант инженерных войск, Заместитель командующего — Начальник инженерных войск фронта. Заместитель НИВ МО СССР, генерал-лейтенант инженерных войск (31.5.1954).

## Биография
Родился в г. Невеле (ныне — Псковская область). На военной службе с 22.6.1919 г.
С 23.6.1919 — красноармеец 2 Витебского запасного стрелкового полка Западного фронта.
Исполнял хозяйственные должности до 1930 года — переписчик, делопроизводитель, начальник боепитания Западного фронта, позднее Белорусского ВО.
С 2.1.1930 — врид командира роты 5 понтонно-мостового батальона.
С 5.10.1930 — слушатель КУКС (6-ти месячные) в составе Ленинградской ОКВИШ им. Коминтерна.
В 1931—1933 годах командир роты, начальник штаба 5 помб Белорусского ВО. Член ВКП(б)/КПСС с 1931 г.
С 7.2.1933 — слушатель ВИА РККА. В 1937 году — окончил ВИА им. В. В. Куйбышева. Военный инженер.
С 31.12.1937 — помощник начальника 1 отделения 2 отдела Инженерного управления.
С 1.8.1938 — начальник 7 отдела Инженерного управления РККА.
С 8.8.1940 — заместитель начальника отдела инженерных войск Ленинградского ВО.

### В Великую Отечественную войну
С 5.7.1941 — и.д. заместителя начальника Инженерного управления Северного фронта.
Получил (12.9.1941) ранение под Красным Селом. После ранения, не долечившись, возобновил работу.
С 31.12.1941 — НШ — заместитель Начальника инженерных войск Ленинградского фронта. Подполковник. Организовал производство инженерных боеприпасов и имущества на гражданских предприятиях. Полковник. Организовал производство инженерных боеприпасов и имущества на гражданских предприятиях.
- Под Сабском и Ивановском лично руководил устройством инженерных заграждений при прорыве немцев, способствую длительному сопротивлению войск и уничтожению противника на минах. Принимал непосредственное участие в организации успешной переправы танков через Неву, а затем через Ладожское озеро по льду. Один из организаторов движения истребителей танков. Командованием фронта представлен (15.2.1942) и награждён орденом Красного Знамени (Указ Президиума ВС СССР от 10.2.1943 г.).

С 6.1942 — Начальник инженерных войск Северо-Западного фронта. Награждён медалью «За оборону Ленинграда» (1943).
С 5.8.1943 — заместитель командующего — Начальник инженерных войск Северо-Кавказского фронта. Генерал-майор инженерных войск (20.12.1943).
Некоторое время возглавлял Управление заказов инженерного вооружения ГВИУ.
6.4.1944 — заместитель командующего — Начальника инженерных войск Отдельной Приморской армии.
Получил (1944) ранение в Крыму. За образцовое выполнение боевых заданий Командования на фронте борьбы с немецкими захватчиками и проявленные при этом мужество и доблесть награждён орденом Отечественной войны 1 ст. (Указ Президиума ВС СССР от 16.5.1944 г.).
С 27.5.1944 — заместитель командующего — Начальник инженерных войск 2-го Прибалтийского фронта. За образцовое выполнение заданий Командования на фронте борьбы с немецкими захватчиками награждён орденом Богдана Хмельницкого 2 ст. (Указ Президиума ВС СССР от 29.7.1944 г.).
В Рижской операции умело организовал выполнение задач по быстрому преодолению заграждений, прорыву обороны и форсированию многочисленных водных преград. Командованием фронта представлен (24.10.1944) и награждён орденом Кутузова 2 ст. (Указ Президиума ВС СССР от 29.6.1945 г.). Сапёры генерал-майора инженерных войск Н. М. Пилипца отмечены в приказах Верховного ГК за освобождение Даугавпилса и Резекне (153 от 27.7.1944) и за овладение Ригой (196 от 13.10.1944).
С 17.8.1944 — в распоряжении НИВ КА.За выслугу лет награждён орденом Красного Знамени (Указ Президиума ВС СССР от 3.11.1944 г.).За выслугу лет награждён орденом Ленина (Указ Президиума ВС СССР от 21.2.1945 г.).
С 25.4.1945 — начальник Управления заказов инженерного вооружения, Главное военно-инженерное управление Красной армии.
С 31.4.1945 — Начальник инженерных войск Забайкальско-Амурского ВО. Награждён медалью «За победу над Германией в Великой Отечественной войне 1941—1945 гг.» (акт вручения от 15.8.1945 г. ИК КА).
С 24.6.1947 — Начальник инженерных войск Приморского ВО. За выслугу лет награждён орденом Красного Знамени (Указ Президиума ВС СССР от 15.11.1950 г.).
С 27.6.1951 — заместитель Начальника инженерных войск СА по боевой подготовке.
С 20.6.1952 — начальник Управления боевой подготовки ИВ СА.
С 13.5.1953 — начальник Управления заказов инженерного вооружения ИВ МО СССР.
С 18.11.1953 — заместитель НИВ МО СССР. Генерал-лейтенант инженерных войск (31.5.1954).
С 4.10.1956 — старший военный советник командования ИВ армии Китая.
С 31.3.1959 — военный специалист и старший группы специалистов по ИВ в НОАК.
С 23.6.1959 — состоял в распоряжении ГК СВ.
С 6.10.1959 — заместитель начальника ВИА им. В. В. Куйбышева по военно-научной и научно-исследовательской работе.
С 15.11.1961 — заместитель начальника ВИА им. В. В. Куйбышева по учебной и научной работе.
30.11.1963 — уволен в запас с правом ношения военной формы. Проживал в Москве. Женат.
Умер 26 июня 1970 года в Москве. Похоронен на Преображенском кладбище Москвы.

## Награды
- Орден Ленина (21.2.1945)[1]
- Ордена Красного Знамени (февраль 1943)[2]
- Ордена Красного Знамени (03.11.1944)[3]
- Ордена Красного Знамени (ноябрь 1950)[4]
- Орден Кутузова II степени (29/6/1945)[5]
- Орден Богдана Хмельницкого II степени (29.07.1944)[6]
- Орден Отечественной войны I степени (16/5/1944)[7]
- Медаль «За оборону Ленинграда» (14.08.1943)
- Медаль «За победу над Германией в Великой Отечественной войне 1941—1945 гг.» (9 мая 1945[8])

## Память
- Его имя увековечено в Главном Храме Вооружённых сил России, и навсегда запечатлено на мемориале «Дорога памяти»
- На могиле установлен надгробный памятник